# Movimiento Nacionalista Revolucionario de Izquierda
El Movimiento Nacionalista Revolucionario de Izquierda (MNRI) fue un partido político boliviano de izquierda. Buscaba el establecimiento de un gobierno "verdaderamente representativos de obreros y campesinos"; poner fin a "peleas fratricidas"; la supresión del tráfico de drogas, y la renegociación de la deuda externa.

## Historia
El Movimiento Nacionalista Revolucionario de Izquierda fue fundado por Hernán Siles Zuazo, un líder del sector izquierdista del Movimiento Nacionalista Revolucionario. Había sido vicepresidente (1951), lideró una revolución (1952) y fue presidente (1956–1960); estuvo en el exilio entre 1946 y 1951 y entre 1964 y 1978. En 1971 Víctor Paz Estenssoro, uno de los líderes del MNR, apoyo el golpe militar de derecha liderado por el coronel Hugo Banzer Suárez, y el MNR se convirtió oficialmente en miembro del régimen, junto con el enemigo tradicional del partido: la Falange Socialista Boliviana (FSB). El ingreso de Víctor Paz Estenssoro en el Frente Popular Nacionalista que apoyaba a Hugo Banzer con el FSB provocó la salida formal de Hernán Siles Zuazo del partido para fundar el propio que siguiera ideales más de izquierda.

### Primeras elecciones democráticas (1978-1980)
El Movimiento Nacionalista Revolucionario de Izquierda fue la principal fuerza de la Unidad Democrática y Popular (UDP), formada en abril de 1978 y que incluía al Movimiento de Izquierda Revolucionaria (MIR) y el Partido Comunista de Bolivia (PCB). En las elecciones generales de 1978 Hernán Siles Zuazo, como candidato de la UDP, obtuvo el segundo lugar con el 25% de los votos, y en 1979 y 1980 obtuvo el primer puesto con el 35,97% y 38,74% respectivamente, y solo el golpe militar de 1980 evitó su asunción como presidente. Retornó del exilio en Perú el 8 de octubre de 1982, y dos días después fue confirmado como presidente por el nuevo Congreso Nacional.

### Gobierno de la UDP
El gobierno de coalición de la Unidad Democrática y Popular estuvo notoriamente dominado por el MNRI, con el MIR abandonando su apoyo desde enero de 1983 hasta abril de 1984, y nuevamente desde diciembre de 1984; el PCB se retiró de la coalición en noviembre de 1984. Para 1985 el régimen de Siles Zuazo tenía opositores desde la izquierda, el ejército, los sindicatos y el campesinado, y las elecciones generales de ese año revelaron la extensión de su impopularidad: el MNRI obtuvo solo 8 escaños, y el candidato presidencial del partido, Roberto Jordán Pando, obtuvo el 5,48% de los votos, resultando en cuarto lugar.

### Grupos disidentes
Una escisión del MNRI creó en 1980 el Movimiento Nacionalista Revolucionario de Izquierda-1, un sector campesino menor. Cuando Hernán Siles Zuazo se convirtió en presidente, varias escisiones en el MNRI eran visibles. Al menos tres facciones eran identificables: la “Palaciego”, que rodeaba a Hernán Siles Zuazo; el MNRI-Legalista, que en 1983 se unió a la oposición en el Congreso Nacional; y el Movimiento Nacionalista Revolucionario de Izquierda-Siglo XX, un grupo de tecnócratas. A largo plazo las facciones Palaciego y Siglo XX prevalecieron.

### Dispersión
Debido a la deteriorada salud de Hernán Siles Zuazo, el MNRI gradualmente fue desapareciendo. La mayoría de sus militantes fue migrando hacia otros partidos, principalmente el Movimiento de Izquierda Revolucionaria y el Movimiento Nacionalista Revolucionario.